# Metandrocarpa kudoi
Metandrocarpa kudoi is een zakpijpensoort uit de familie van de Styelidae. De wetenschappelijke naam van de soort is voor het eerst geldig gepubliceerd in 1999 door Rho & Cole.